# Ґленн Флешлер
Ґленн Флешлер (англ. Glenn Fleshler; нар. 5 вересня 1968, Квінз, штат Нью-Йорк, США) — американський кіно, теле та театральний актор. 

## Життєпис
Ґленн Флешлер народився 5 вересня 1968 року в єврейській родині, в окрузі Квінз, штат Нью-Йорк, США.
У 1990 році він отримав ступінь бакалавра театру в Університеті штату Нью-Йорк в Олбані. Вивчав акторську майстерність у школі мистецтв Тіш Нью-Йоркського університету, де отримав ступінь магістра образотворчих мистецтв. 
Акторську кар'єру розпочав у театрі на початку 1990-х років. Виступав у бродвейських виставах: «Хлопці та ляльки» (2009), «Венеційський купець»  (2010), «Смерть комівояжера» (2012). Він також брав участь у таких виставах, як «Перікл», «Міра за міру», «Король Джон», «Зміна», «Сутінки».
Деб'ютував на телебаченні у 1993 році, виконав невелику роль вбивці в телесеріалі «Вбивство: життя на вулиці».
У 1998 році відбувся його дебют на великому екрані, він зфільмувався у стрічці «Дорожче рубінів». Ґленн Флешлер також відомий працею у стрічках: «Синій Жасмин», «Найжорстокіший рік», «Божа кишеня», «Рок на Сході», «Рендеву» та «Субурбікон».

## Фільмографія

### Фільми
| Рік  | Назва (укр.)                | Наза (англ.)            | Роль               |
| ---- | --------------------------- | ----------------------- | ------------------ |
| 2024 | Дівчина і море              | Young Woman and the Sea | Джеймс Салліван    |
| 2019 | Птах, що високо літає       | High Flying Bird        | епізодична роль    |
| 2019 | Джокер                      | Joker                   | Рендалл            |
| 2018 | Незамінний ти               | Irreplaceable You       | Філ                |
| 2018 | Чайка                       | The Seagull             | Шамраєв            |
| 2017 | Субурбікон                  | Suburbicon              | Іра Слоан, вбивця  |
| 2016 | Рендеву                     | The Rendezvous          | Конрад Генлі       |
| 2015 | Рок на Сході                | Rock the Kasbah         | ворент-офіцер      |
| 2014 | Швець                       | The Cobbler             | Джефрі             |
| 2014 | Найжорстокіший рік          | A Most Violent Year     | Арнольд Клейн      |
| 2014 | Божа кишеня                 | God's Pocket            | Коулеман Пеец      |
| 2013 | Фатальна пристрасть         | The Immigrant           | політик            |
| 2013 | Синій Жасмин                | Blue Jasmine            | друг Гела та Жанет |
| 2013 | Боги поводяться погано      | Gods Behaving Badly     | Ландауер           |
| 2013 | Татусь із доставкою         | Delivery Man            | власник кав'ярні   |
| 2011 | Маргарет                    | Margaret                | людина             |
| 2010 | Кримінальна фішка від Генрі | Henry's Crime           | епізодична роль    |
| 2010 | Все найкраще                | All Good Things         | Сідні Ґрінгаус     |
| 2006 | Лопата                      | The Shovel              | Гудсон             |
| 2002 | Ґарменто                    | Garmento                | Тоні               |
| 2000 | Астрономія помилок          | Astronomy of Errors     | Ерні Ґіші          |
| 1998 | Дорожче рубінів             | A Price Above Rubies    | Ґаббай             |

### Телесеріали
| Рік       | Назва (укр.)                        | Наза (англ.)                      | Роль                                          |
| --------- | ----------------------------------- | --------------------------------- | --------------------------------------------- |
| 2019      | Зона сутінків                       | The Twilight Zone                 | офіцер Ласкі                                  |
| 2019      | Вартові                             | Watchmen                          | Фред                                          |
| 2018      | Баррі                               | Barry                             | Ґоран Пазар                                   |
| 2018      | Вако                                | Waco                              | Тоні Принс                                    |
| 2018      | Маніяк                              | Maniac                            | Себастьян                                     |
| 2016      | Тупі                                | BrainDead                         | Аарона                                        |
| 2016      | Якось в ночі                        | The Night Of                      | суддя Рот                                     |
| 2016–2019 | Мільярди                            | Billions                          | Орін Бах                                      |
| 2015      | Послідовники                        | 'The Following                    | Нейл                                          |
| 2015      | Елементарно                         | Elementary]                       | Трей Макканн                                  |
| 2015      | Ганнібал                            | Hannibal                          | Корделл Доемлінґ                              |
| 2014      | Справжній детектив                  | True Detective                    | Еррол                                         |
| 2014      | Блакитна кров                       | Blue Bloods                       | детектив Волт Фінні                           |
| 2014      | Лікарня Нікербокер                  | The Knick                         | капітан поліції                               |
| 2014      | Воскресіння                         | Resurrection                      | Майкі Ендерс                                  |
| 2011–2013 | Підпільна імперія                   | Boardwalk Empire                  | Джордж Ремус                                  |
| 2010      | Сутичка                             | Damages                           | детектив Мілтон Траммель                      |
| 2010–2012 | Передислокація                      | Delocated                         | Павел Мірмінський                             |
| 2010      | Гарна дружина                       | The Good Wife                     | Карл Лендерс                                  |
| 2009      | Нудно до смерті                     | Bored to Death                    | бармен                                        |
| 2008      | Межа                                | Fringe                            | Рон                                           |
| 2002–2008 | «Закон і порядок»                   | Law & Order                       | Джиммі Керрен / Рік Кавальчук / Дон Гамільтон |
| 2002      | Робота                              | The Job                           | Кент                                          |
| 2002–2017 | Закон і порядок: Спеціальний корпус | Law & Order: Special Victims Unit | Філіп Альтшулер / офіцер Кравіц / Ной Каменз  |
| 2003      | Третя вахта                         | Third Watch                       | Ґері Барнс                                    |
| 1998      | Секс і Місто                        | Sex and the City]                 | Шмуель                                        |
| 1993      | Вбивство: життя на вулиці           | Homicide: Life on the Street      | вбивця                                        |

### Відео ігри
| Рік  | Назва                                    | Роль  |
| ---- | ---------------------------------------- | ----- |
| 2003 | Manhunt                                  | Смайл |
| 2009 | Grand Theft Auto: The Ballad of Gay Tony | Тимур |

## Премії та номінації
| Рік  | Нагорода                     | Категорія                                        | Робота  | Результат |
| ---- | ---------------------------- | ------------------------------------------------ | ------- | --------- |
| 2019 | «Премія Гільдії кіноакторів» | Найкращий акторський склад у комедійному серіалі | «Баррі» | Номінація |